# Jossie Masmas
Jossie Masmas est un homme politique vanuatais.

## Biographie
Né à Ambrym, Jossie Masmas quitte l'école après l'enseignement primaire et devient à terme propriétaire d'une boutique sur l'île d'Ambrym. Engagé au Parti républicain, il entre au Parlement de Vanuatu comme député d'Ambrym aux élections législatives de 2004, et est réélu en 2008. En juin 2009, le Premier ministre Edward Natapei le nomme ministre de la Jeunesse et des Sports. Jossie Masmas est battu dans sa circonscription aux élections de 2012.